# فتوت (طعام)
الفتوت هو مصطلح عام لأطباق يمنية تعتمد على تقطيع وتفتيت الخبز .

## المكونات
١- فطيرة يمنية (خبز بر) الكمية على حسب العدد
٢-ملعقة سمن
٣- ملعقة من العسل